# Ernst Bernheim

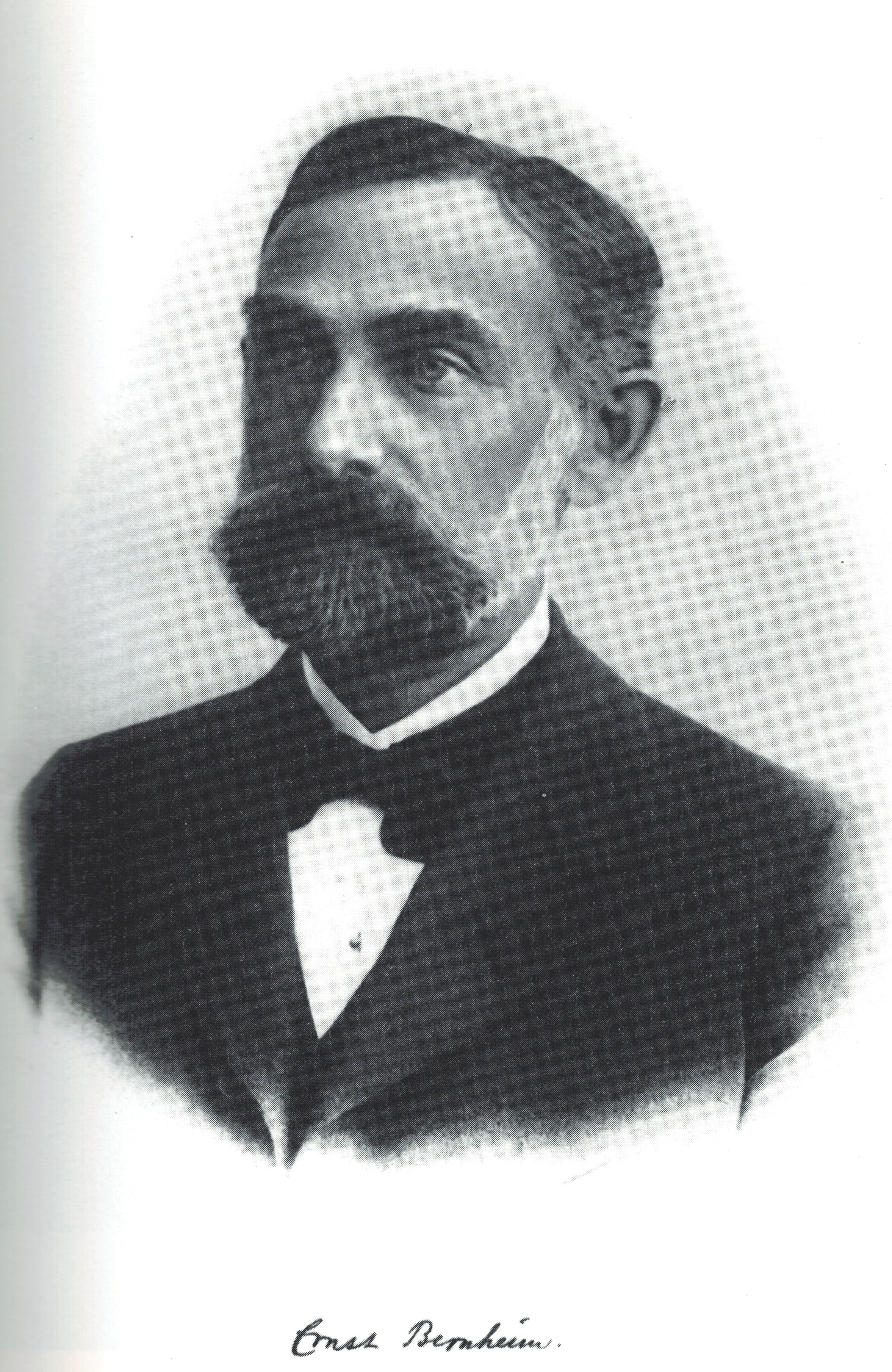
Ernst Bernheim

Ernst Bernheim (* 19. Februar 1850 in Hamburg; † 3. März 1942 in Greifswald) war ein deutscher Historiker. Er lehrte von 1883 bis 1921 als Professor an der Universität Greifswald.

## Leben
Ernst Bernheims Eltern waren der Hamburger Kaufmann Louis Bernheim, der sich später Ludwig Bernheim nannte, und seine Frau Emma, geb. Simon. Am 16. April 1884 heiratete er Amalie („Emma“) Henriette Jessen (geboren 18. September 1861 in Hamburg, gestorben 9. Juli 1945 in Greifswald). Sie hatten eine Tochter und drei Söhne.

### Akademische Laufbahn und Leistungen
Nach Schulbesuch und Abitur in Hamburg studierte Bernheim an der Friedrich-Wilhelms-Universität Berlin und der Ruprecht-Karls-Universität Heidelberg. Während seines Studiums wurde er Mitglied der Sängerverbindung Gotia Greifswald (im Sondershäuser Verband). 1873 promovierte er an der Universität Straßburg bei Georg Waitz. 1875 habilitierte er sich bei Julius Weizsäcker an der Georg-August-Universität Göttingen. 1883 wurde er als Professor für mittelalterliche Geschichte und geschichtliche Hilfswissenschaften an die Universität Greifswald berufen, an der er bis zu seiner Emeritierung 1921 lehrte. 1899 war er Rektor der Universität Greifswald. Der Akademisch-Neuphilologische Verein Greifswald (seit 1909 Neuphilologische Verbindung Greifswald) im WKV ernannte Bernheim zum Ehrenmitglied.
Bernheim heiratete 1886 und trat dazu vom Judentum zur evangelischen Kirche über. Seit 1910 war er korrespondierendes Mitglied der Bayerischen Akademie der Wissenschaften.
Bernheim wurde durch sein Lehrbuch der historischen Methode und der Geschichtsphilosophie weltberühmt, das 1889 erstmals erschien und in zahlreiche Sprachen übersetzt wurde. Bernheim stand in umfangreichem Briefkontakt mit Henri Pirenne und Karl Lamprecht. Neben seinem Lehrbuch, das zu Bernheims Lebzeiten als Standardwerk viel genutzt wurde, war unter Geschichtsstudenten auch eine Urkundensammlung zur deutschen Verfassungsgeschichte, die er gemeinsam mit Wilhelm Altmann erstellt hatte, ein sehr nützliches Nachschlagewerk. Nach 1945 jedoch galt Bernheims Lehrbuch „als veraltet und bieder“, auch die internationale Rezeption nahm rasch ab.

### Nationalsozialismus
Aufgrund seiner jüdische Herkunft wurde es Bernheim im Nationalsozialismus 1933 verboten, Vorlesungen zu halten. Am 4. Dezember 1935 verlor er durch die Nürnberger Gesetze die deutsche Staatsbürgerschaft, die er jedoch am 12. Januar 1938, nach einem von Wissenschaftlern unterstützten Bittschreiben an Adolf Hitler, als „temporäre Staatsbürgerschaft“ zurückerhielt. Diese schützte ihn zwar vor der Deportation, seine taubstumme Pflegetochter aber, Hetti Meyer, die bei Bernheim und seiner Frau Amalie, einer ausgebildeten Lehrerin, von ihrer Geburt an gelebt hatte, wurde wenige Wochen vor seinem Tod nach Theresienstadt deportiert und getötet.
Nach 1939 diskreditierten NS-Wissenschaftler systematisch Bernheims wissenschaftliche Arbeiten. Nach seinem Tod am 3. März 1942 gelang es seinen ehemaligen Kollegen, Bernheims Urne am 23. Juli 1943 unter Umgehung der Vorschriften auf einem Greifswalder Friedhof beizusetzen; ein Nachruf wurde aber nicht gestattet.

## Schriften (Auswahl)
- Geschichtsforschung und Geschichtsphilosophie. Verlag von Robert Peppmüller, Göttingen 1880 (urn:nbn:de:gbv:9-g-3133951).
- Lehrbuch der historischen Methode und der Geschichtsphilosophie. 5. und 6. Auflage/Ausgabe. Duncker & Humblot, Leipzig 1908; archive.org (zuerst als: Lehrbuch der historischen Methode. Mit Nachweis der wichtigsten Quellen und Hülfsmittel zum Studium der Geschichte. Duncker & Humblot, Leipzig 1889. 3. und 4. Auflage 1903; archive.org).
- Lokalgeschichte und Heimatkunde in ihrer Bedeutung für Wissenschaft und Unterricht. In: Pommersche Jahrbücher, Band 1, 1900, S. 15–32.
- Das Wormser Konkordat und seine Vorurkunden hinsichtlich Entstehung, Formulierung, Rechtsgültigkeit. Breslau 1906 (Neudruck: Scientia-Verlag, Aalen 1970, ISBN 3-511-04081-7).
- Auswahl europäischer Verfassungsurkunden von 1791 bis 1871. Bruncken, Greifswald 1910 (urn:nbn:de:gbv:9-g-4881067).
- Ausgewählte Urkunden zur außerdeutschen Verfassungsgeschichte seit 1776, 2. vermehrte Auflage. 1913.
- Ausgewählte Urkunden zur Brandenburgisch-Preußischen Verfassungs- und Verwaltungsgeschichte, 1. Teil: 15.–18. Jahrhundert. 2. stark vermehrte Auflage. 1914.
- Ausgewählte Urkunden zur Brandenburgisch-Preußischen Verfassungs- und Verwaltungsgeschichte, 2. Teil: 1806–1849. 2. stark vermehrte Auflage. 1915.
- (Hrsg. mit Wilhelm Altmann): Ausgewählte Urkunden zur Erläuterung der Verfassungsgeschichte Deutschlands im Mittelalter. Zum Handgebrauch für Juristen und Historiker. Gaertner, Berlin 1891. 5. Auflage. Weidmann, Berlin 1920.
- Einleitung in die Geschichtswissenschaft. Göschen, Leipzig 1905 (= Sammlung Göschen, Band 270; verkürzte Wiedergabe von Bernheims Lehrbuch; 1907); archive.org.
- Mittelalterliche Zeitanschauungen in ihrem Einfluss auf Politik und Geschichtsschreibung. Tübingen 1918 (Neudruck: Scientia-Verlag, Aalen 1964).